# ララミー郡 (ワイオミング州)
座標: 北緯41度19分 西経104度41分 / 北緯41.32度 西経104.69度
ララミー郡（Laramie County）は、アメリカ合衆国ワイオミング州南東部の角にある郡。人口は10万0512人（2020年）で、州内最大である。郡庁所在地のシャイアンはワイオミング州の州都である。

## 歴史
1858年に、当時のカンザス準州アラパホー郡のサウスプラット川流域で金脈が発見された。その後、それをきっかけにパイクス・ピーク・ゴールドラッシュが生じて多くの人々が夢を求めて移り住んだ。しかし、彼らはカンザスやネブラスカといった準州の政府から離れたここで現在のまま生活するのは不便だと感じていた。
そこで1859年10月24日に彼らによる投票が行われ、自分達が運営するジェファーソン準州を組織することが決定した。また、翌月にはジェファーソン準州議会によってシャイアン郡を含む12郡が組織された。シャイアン郡はこの一帯に住む先住民族のシャイアン族に因んだもので、現在のララミー郡の大部分を取り囲んでいた。また、ジェファーソン準州は一度も合衆国の公認を受けなかった。
その後、1867年に現在のララミー郡が組織され、1868年7月25日にはワイオミング準州がつくられた。

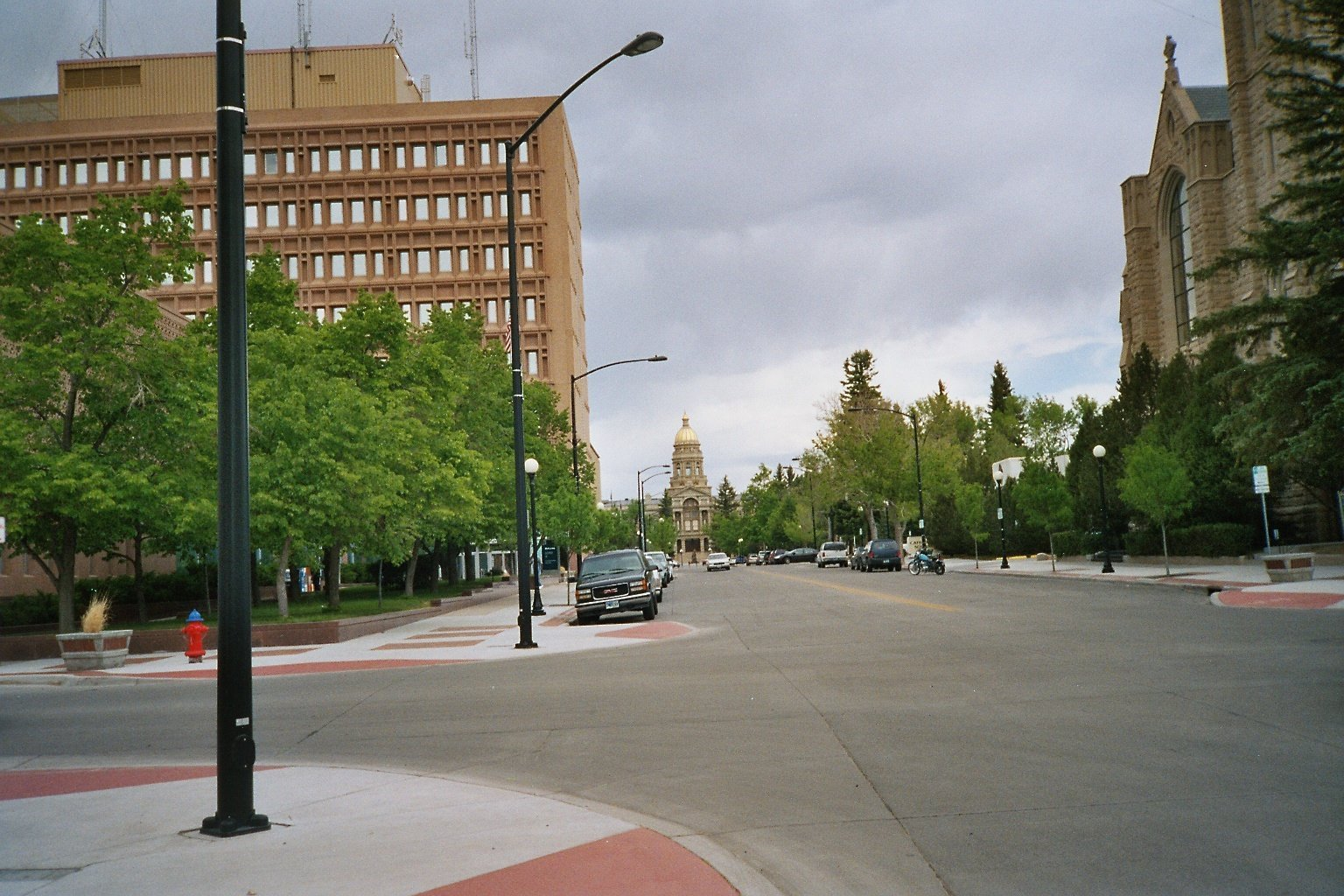
中央奥にあるのがシャイアンのワイオミング州会議事堂（2004年）

## 地理
アメリカ合衆国統計局によると、この郡は総面積6,961 km2 (2,688 mi2) である。このうち6,957 km2 (2,686 mi2) が陸地で、4 km2 (2 mi2) が水地域である。総面積の0.06%が水地域となっている。

### 隣接する郡
- ゴシェン郡（北北東）
- バナー郡（北東）
- キンボール郡 (ネブラスカ州)（東）
- ウェルド郡 (コロラド州)（南）
- ラリマー郡 (コロラド州)（南西）
- オールバニ郡（西）
- プラット郡（北北西）

### 主な幹線道路
- 州間高速道路25号線
- 州間高速道路80号線
- 州間高速道路180号線
- 国道30号線
- 国道85号線
- 国道87号線

## 人口動静

ララミー郡の人口ピラミッド

2000年国勢調査で、この郡は81,607人、31,927世帯、及び21,614家族が暮らしている。人口密度は12/km2 (30/mi2) で、5/km2 (13/mi2) の平均的な密度に34,213軒の住居が建っている。この郡の人種的構成は白人88.92%、アフリカン・アメリカン2.60%、先住民0.85%、アジア系0.95%、太平洋諸島系0.11%、その他の人種4.00%、及び混血2.57%で、人口の10.90%がヒスパニックまたはラテン系である。人口のうち23.7%がドイツ系、11.1%がイングランド系、10.3%がアイルランド系、7.4%がアメリカ系移民の子孫である。
31,927世帯のうち、33.20%は18歳未満の子供と暮らしており、53.90%は夫婦で生活している。9.90%は未婚の女性が世帯主であり、32.30%は家族以外の住人と同居している。27.20%は独身の居住者が住んでおり、8.90%は65歳以上で独居である。1世帯あたりの平均人数は2.45人であり、家庭の場合は2.98人である。
郡内の住民は25.80%が18歳未満の未成年、18歳以上24歳以下が9.60%、25歳以上44歳以下が30.50%、45歳以上64歳以下が22.70%、及び65歳以上が11.50%にわたっている。中央値年齢は35歳である。女性100人ごとに対して男性は100.90人いて、18歳以上の女性100人ごとに対して男性は100.00人いる。
この郡の世帯ごとの平均的な収入は39,607米ドルであり、家族ごとでは46,536米ドルである。男性の31,644米ドルに対して女性は24,406米ドルの平均的な収入がある。この郡の一人当たりの収入 (per capita income) は19,634米ドルである。人口の9.10%及び家族の6.50%は貧困線以下である。18歳未満の12.00%及び65歳以上の6.50%は貧困線以下の生活を送っている。

## 都市と町
都市
- シャイアン（郡庁所在地）

町
- アルビン（en:Albin, Wyoming）
- バーンズ（en:Burns, Wyoming）
- パイン・ブラフス（en:Pine Bluffs, Wyoming）

国勢調査指定地域
- フォックス・ファーム・カレッジ（en:Fox Farm-College, Wyoming）
- ランチェッテース（en:Ranchettes, Wyoming）
- サウス・グリーリー（en:South Greeley, Wyoming）
- ウォーレン・AFB（en:F. E. Warren Air Force Base）

その他
- カーペンター（en:Carpenter, Wyoming）
- グラニト（en:Granite, Wyoming）
- ヒルズデール（en:Hillsdale, Wyoming）
- ホース・クリーク（en:Horse Creek, Wyoming）
- メリデン（en:Meriden, Wyoming）